# Anthicus invreai
Anthicus invreai là một loài bọ cánh cứng trong họ Anthicidae. Loài này được Koch miêu tả khoa học năm 1933.